# 大分運輸支局
大分運輸支局（おおいたうんゆしきょく）は、国土交通省の地方支分部局である運輸支局のひとつ。大分県全域を管轄区域とする。
ここで交付されるナンバープレートは「大分」ナンバーになる。

## 所在地
- 〒870-0906 大分県大分市大州浜1-1-45

## 交通
- 大分バス
  - 新日鉄・三佐（鶴崎）行 運輸支局前停留所下車
  - 大洲運動公園行 大空団地前停留所下車